# Liste der DIN-VDE-Normen/Gruppe 2
Die Liste der DIN-VDE-Normen/Gruppe 2 enthält die Normen des Verband der Elektrotechnik, Elektronik und Informationstechnik (kurz VDE), die in dessen Listen erfasst sind. Anmerkung: Die Liste erhebt keinen Anspruch auf Aktualität. Eine aktuelle Liste dieser Normen kann auf der Website vom VDE-Verlag abgerufen werden.

## DIN VDE 0200 bis VDE 0299
| DIN-Notation        | VDE-Notation                     | Stand   | Norminhalt |
| ------------------- | -------------------------------- | ------- | --- |
|                     | VDE-AR-N 4201 Anwendungsregel    | 2010-11 | Netzdokumentation |
|                     | VDE-AR-N 4202 Anwendungsregel    | 2015-04 | Vorgehensweise bei der Integration von Kabeln in 110-kV-Hochspannungsfreileitungsnetze |
| DIN VDE 0207        | VDE 0207 Beiblatt 1              | 2005-02 | Isolier- und Mantelmischungen für Kabel und isolierte Leitungen - Verzeichnis der Normen der Reihe DIN VDE 0207 (VDE 0207) |
| DIN VDE 0207-4      | VDE 0207-4                       | 1986-06 | Isolier- und Mantelmischungen für Kabel und isolierte Leitungen - PVC-Isoliermischungen |
| DIN VDE 0207-5      | VDE 0207-5                       | 1986-07 | Isolier- und Mantelmischungen für Kabel und isolierte Leitungen - PVC-Mantelmischungen |
| DIN VDE 0207-6      | VDE 0207-6                       | 2004-10 | Isolier- und Mantelmischungen für Kabel und isolierte Leitungen - Fluorhaltige Polymere |
| DIN VDE 0207-20     | VDE 0207-20                      | 1993-07 | Isolier- und Mantelmischungen für Kabel und isolierte Leitungen - Gummi-Isoliermischungen |
| DIN VDE 0207-21     | VDE 0207-21                      | 1993-07 | Isolier- und Mantelmischungen für Kabel und isolierte Leitungen - Gummi-Mantelmischungen |
| DIN VDE 0207-24     | VDE 0207-24                      | 1986-02 | Isolier- und Mantelmischungen für Kabel und isolierte Leitungen - Halogenfreie Mantelmischungen |
| DIN EN 50363-0      | VDE 0207-363-0                   | 2012-03 | Isolier-, Mantel- und Umhüllungswerkstoffe für Niederspannungskabel und -leitungen - Teil 0: Allgemeine Einführung; - Deutsche Fassung EN 50363-0:2011 |
| DIN EN 50363-1      | VDE 0207-363-1                   | 2006-10 | Isolier-, Mantel- und Umhüllungswerkstoffe für Niederspannungskabel und -leitungen - Teil 1: Vernetzte, elastomere Isoliermischungen; - Deutsche Fassung EN 50363-1:2005 |
| DIN EN 50363-2-1    | VDE 0207-363-2-1                 | 2006-10 | Isolier-, Mantel- und Umhüllungswerkstoffe für Niederspannungskabel und -leitungen - Teil 2-1: Vernetzte, elastomere Mantelmischungen; - Deutsche Fassung EN 50363-2-1:2005 |
| DIN EN 50363-2-1/A1 | VDE 0207-363-2-1/A1              | 2012-03 | Isolier-, Mantel- und Umhüllungswerkstoffe für Niederspannungskabel und -leitungen - Teil 2-1: Vernetzte, elastomere Mantelmischungen; - Deutsche Fassung EN 50363-2-1:2005/A1:2011 |
| DIN EN 50363-2-2    | VDE 0207-363-2-2                 | 2006-10 | Isolier-, Mantel- und Umhüllungswerkstoffe für Niederspannungskabel und -leitungen - Teil 2-2: Vernetzte, elastomere Umhüllungsmischungen; - Deutsche Fassung EN 50363-2-2:2005 |
| DIN EN 50363-3      | VDE 0207-363-3                   | 2006-10 | Isolier-, Mantel- und Umhüllungswerkstoffe für Niederspannungskabel und -leitungen - Teil 3: PVC-Isoliermischungen; - Deutsche Fassung EN 50363-3:2005 |
| DIN EN 50363-3/A1   | VDE 0207-363-3/A1                | 2012-03 | Isolier-, Mantel- und Umhüllungswerkstoffe für Niederspannungskabel und -leitungen - Teil 3: PVC-Isoliermischungen; - Deutsche Fassung EN 50363-3:2005/A1:2011 |
| DIN EN 50363-4-1    | VDE 0207-363-4-1                 | 2006-10 | Isolier-, Mantel- und Umhüllungswerkstoffe für Niederspannungskabel und -leitungen - Teil 4-1: PVC-Mantelmischungen; - Deutsche Fassung EN 50363-4-1:2005 |
| DIN EN 50363-4-2    | VDE 0207-363-4-2                 | 2006-10 | Isolier-, Mantel- und Umhüllungswerkstoffe für Niederspannungskabel und -leitungen - Teil 4-2: PVC-Umhüllungsmischungen; - Deutsche Fassung EN 50363-4-2:2005 |
| DIN EN 50363-5      | VDE 0207-363-5                   | 2006-10 | Isolier-, Mantel- und Umhüllungswerkstoffe für Niederspannungskabel und -leitungen - Teil 5: Halogenfreie, vernetzte Isoliermischungen; - Deutsche Fassung EN 50363-5:2005 |
| DIN EN 50363-5/A1   | VDE 0207-363-5/A1                | 2012-03 | Isolier-, Mantel- und Umhüllungswerkstoffe für Niederspannungskabel und -leitungen - Teil 5: Halogenfreie, vernetzte Isoliermischungen; - Deutsche Fassung EN 50363-5:2005/A1:2011 |
| DIN EN 50363-6      | VDE 0207-363-6                   | 2006-10 | Isolier-, Mantel- und Umhüllungswerkstoffe für Niederspannungskabel und -leitungen - Teil 6: Halogenfreie, vernetzte Mantelmischungen; - Deutsche Fassung EN 50363-6:2005 |
| DIN EN 50363-6/A1   | VDE 0207-363-6/A1                | 2012-03 | Isolier-, Mantel- und Umhüllungswerkstoffe für Niederspannungskabel und -leitungen - Teil 6: Halogenfreie, vernetzte Mantelmischungen; - Deutsche Fassung EN 50363-6:2005/A1:2011 |
| DIN EN 50363-7      | VDE 0207-363-7                   | 2006-10 | Isolier-, Mantel- und Umhüllungswerkstoffe für Niederspannungskabel und -leitungen - Teil 7: Halogenfreie, thermoplastische Isoliermischungen; - Deutsche Fassung EN 50363-7:2005 |
| DIN EN 50363-8      | VDE 0207-363-8                   | 2006-10 | Isolier-, Mantel- und Umhüllungswerkstoffe für Niederspannungskabel und -leitungen - Teil 8: Halogenfreie, thermoplastische Mantelmischungen; - Deutsche Fassung EN 50363-8:2005 |
| DIN EN 50363-8/A1   | VDE 0207-363-8/A1                | 2012-03 | Isolier-, Mantel- und Umhüllungswerkstoffe für Niederspannungskabel und -leitungen - Teil 8: Halogenfreie, thermoplastische Mantelmischungen; - Deutsche Fassung EN 50363-8:2005/A1:2011 |
| DIN EN 50363-9-1    | VDE 0207-363-9-1                 | 2006-10 | Isolier-, Mantel- und Umhüllungswerkstoffe für Niederspannungskabel und -leitungen - Teil 9-1: Diverse Isoliermischungen - Vernetztes Polyvinylchlorid (XLPVC); - Deutsche Fassung EN 50363-9-1:2005                                                                                         |
| DIN EN 50363-10-1   | VDE 0207-363-10-1                | 2006-10 | Isolier-, Mantel- und Umhüllungswerkstoffe für Niederspannungskabel und -leitungen - Teil 10-1: Diverse Mantelmischungen - Vernetztes Polyvinylchlorid (XLPVC); - Deutsche Fassung EN 50363-10-1:2005                                                                                        |
| DIN EN 50363-10-2   | VDE 0207-363-10-2                | 2006-10 | Isolier-, Mantel- und Umhüllungswerkstoffe für Niederspannungskabel und -leitungen - Teil 10-2: Diverse Mantelmischungen - Thermoplastisches Polyurethan; - Deutsche Fassung EN 50363-10-2:2005                                                                                              |
| DIN EN 50341-1      | VDE 0210-1                       | 2013-11 | Freileitungen über AC 1 kV - Teil 1: Allgemeine Anforderungen – Gemeinsame Festlegungen; - Deutsche Fassung EN 503411:2012 |
| DIN EN 50341-2      | VDE 0210-2                       | 2002-11 | Freileitungen über AC 45 kV - Index der NNA (Nationale Normative Festlegungen) - Deutsche Fassung EN 50341-2:2001 |
| DIN EN 50341-2-4    | VDE 0210-2-4                     | 2016-04 | Freileitungen über AC 1 kV - Teil 2-4: Nationale Normative Festlegungen (NNA) für Deutschland (basierend auf EN 503411:2012); - Deutsche Fassung EN 50341-2-4:2016 |
|                     | VDE-AR-N 4210-3 Anwendungsregel  | 2011-05 | Prüf- und Bewertungsverfahren zur Ermittlung der Tragfähigkeit von Bauteilen aus Thomasstahl in Stahlgitter-Freileitungsmasten mit Nennspannungen ab 110 kV |
|                     | VDE-AR-N 4210-4 Anwendungsregel  | 2014-08 | Anforderungen an die Zuverlässigkeit bestehender Stützpunkte von Freileitungen |
|                     | VDE-AR-N 4210-5 Anwendungsregel  | 2011-04 | Witterungsabhängiger Freileitungsbetrieb |
| DIN EN 50423        | VDE 0210-10 Beiblatt 1           | 2007-10 | Freileitungen über AC 1 kV bis einschließlich AC 45 kV - Beiblatt 1: Allgemeine Anforderungen und Normative Festlegungen für Deutschland (NNA) |
| DIN EN 50423-2      | VDE 0210-11                      | 2005-05 | Freileitungen über AC 1 kV bis einschließlich AC 45 kV - Teil 2: Index der NNA (Nationale Normative Festlegungen); - Deutsche Fassung EN 50423-2:2005 |
|                     | VDE-AR-N 4210-11 Anwendungsregel | 2011-08 | Vogelschutz an Mittelspannungsfreileitungen |
| DIN EN 60652        | VDE 0210-15                      | 2004-06 | Belastungsprüfungen an Freileitungstragwerken - (IEC 60652:2002); Deutsche Fassung EN 60652:2004 |
| DIN EN 61773        | VDE 0210-20                      | 1997-08 | Freileitungen - Prüfung von Tragwerksgründungen - (IEC 61773:1996); Deutsche Fassung EN 61773:1996 |
| DIN VDE 0211        | VDE 0211                         | 1985-12 | Bau von Starkstrom-Freileitungen mit Nennspannungen bis 1000 V |
| DIN EN 61284        | VDE 0212-1                       | 1998-05 | Freileitungen - Anforderungen und Prüfungen für Armaturen - (IEC 61284:1997); Deutsche Fassung EN 61284:1997 |
| DIN EN 61854        | VDE 0212-2                       | 1999-08 | Freileitungen - Anforderungen und Prüfungen für Feldabstandhalter - (IEC 61854:1998); Deutsche Fassung EN 61854:1998 |
| DIN EN 61897        | VDE 0212-3                       | 1999-08 | Freileitungen - Anforderungen und Prüfungen für Schwingungsdämpfer - Typ Stockbridge - (IEC 61897:1998); Deutsche Fassung EN 61897:1998 |
| DIN VDE 0212-51     | VDE 0212-51                      | 1986-07 | Armaturen für Freileitungen und Schaltanlagen - Dynamisch-mechanisches Verhalten von Schwingungsschutzarmaturen |
| DIN VDE 0212-54     | VDE 0212-54                      | 1986-09 | Armaturen für Freileitungen und Schaltanlagen - Feuerverzinkung |
| DIN VDE 0212-55     | VDE 0212-55                      | 1989-04 | Armaturen für Freileitungen und Schaltanlagen - Isolierverhalten von Armaturen für isolierte Freileitungen |
| DIN EN 62004        | VDE 0212-303                     | 2010-05 | Wärmebeständige Drähte aus Aluminiumlegierung für Leiter von Freileitungen - (IEC 62004:2007, modifiziert); Deutsche Fassung EN 62004:2009 |
| DIN EN 62420        | VDE 0212-354                     | 2009-03 | Leiter für Freileitungen aus konzentrisch verseilten runden Drähten mit einem oder mehreren Zwischenraum/räumen - (IEC 62420:2008); Deutsche Fassung EN 62420:2008 |
| DIN EN 50540        | VDE 0212-355                     | 2011-04 | Leiter für Freileitungen - Aluminiumleiter, von beschichtetem Stahl getragen (Ausführung ACSS); - Deutsche Fassung EN 50540:2010 |
| DIN EN 62567        | VDE 0212-356                     | 2014-07 | Freileitungen - Methoden zur Prüfung der Eigendämpfungseigenschaften von Leitern - (IEC 62567:2013); Deutsche Fassung EN 62567:2013 |
| DIN VDE 0212-399    | VDE 0212-399                     | 2015-05 | Leiter für Freileitungen - Leiter aus konzentrisch verseilten runden verzinkten Stahldrähten |
| DIN VDE V 0212-490  | VDE V 0212-490                   | 2014-12 | Armaturen für Freileitungen - Teil 490: Bauteile für den Vogelschutz – Anforderungen und Prüfungen |
| DIN VDE 0216        | VDE 0216                         | 1986-02 | Armaturen für Fahrleitungsanlagen - Statisch-mechanisches Verhalten - Anforderungen, Prüfung |
|                     | VDE-AR-N 4220 Anwendungsregel    | 2015-08 | Bauunternehmen im Leitungstiefbau – Mindestanforderungen |
| DIN 57220-3         | VDE 0220-3                       | 1977-10 | Einzel- und Mehrfachkabelklemmen mit Isolierteilen in Starkstrom-Kabelanlagen bis 1000 V |
| DIN EN 61238-1      | VDE 0220-100                     | 2004-03 | Pressverbinder und Schraubverbinder für Starkstromkabel für Nennspannungen bis einschließlich 36 kV (Um = 42 kV) - Teil 1: Prüfverfahren und Anforderungen - (IEC 61238-1:2003); Deutsche Fassung EN 61238-1:2003                                                                            |
|                     | VDE-AR-N 4221 Anwendungsregel    | 2016-05 | Mindestanforderungen an ausführende Unternehmen in der Kabellegung |
| DIN VDE 0228-3      | VDE 0228-3                       | 1988-09 | Maßnahmen bei Beeinflussung von Fernmeldeanlagen durch Starkstromanlagen - Beeinflussung durch Wechselstrom-Bahnanlagen |
| DIN VDE 0228-4      | VDE 0228-4                       | 1987-12 | Maßnahmen bei Beeinflussung von Fernmeldeanlagen durch Starkstromanlagen - Beeinflussung durch Gleichstrom-Bahnanlagen |
| DIN 57250-1         | VDE 0250-1                       | 1981-10 | Isolierte Starkstromleitungen - Allgemeine Festlegungen |
| DIN VDE 0250-102    | VDE 0250-102                     | 1991-07 | Isolierte Starkstromleitungen - Wärmebeständige PVC-Verdrahtungsleitung in Zwillingsausführung |
| DIN 57250-106       | VDE 0250-106                     | 1982-10 | Isolierte Starkstromleitungen - EFTE-Aderleitung |
| DIN VDE 0250-201    | VDE 0250-201                     | 1992-09 | Isolierte Starkstromleitungen - Stegleitung |
| DIN VDE 0250-204    | VDE 0250-204                     | 2000-12 | Isolierte Starkstromleitungen - PVC-Installationsleitung NYM |
| DIN 57250-206       | VDE 0250-206                     | 1983-10 | Isolierte Starkstromleitungen - PVC-Mantelleitung mit Tragseil |
| DIN VDE 0250-210    | VDE 0250-210                     | 1985-02 | Isolierte Starkstromleitungen - Bleimantelleitung |
| DIN 57250-212       | VDE 0250-212                     | 1982-06 | Isolierte Starkstromleitungen - Geschirmte PVC-Leitung |
| DIN VDE 0250-213    | VDE 0250-213                     | 1986-08 | Isolierte Starkstromleitungen - Dachständer-Einführungsleitungen |
| DIN VDE 0250-214    | VDE 0250-214                     | 2002-04 | Isolierte Starkstromleitungen - Installationsleitung NHXMH mit verbessertem Verhalten im Brandfall |
| DIN VDE 0250-215    | VDE 0250-215                     | 2002-04 | Isolierte Starkstromleitungen - Installationsleitung NHMH mit speziellen Eigenschaften im Brandfall |
| DIN VDE 0250-502    | VDE 0250-502                     | 1985-03 | Isolierte Starkstromleitungen - Wärmebeständige Silikon-Fassungsader |
| DIN VDE 0250-602    | VDE 0250-602                     | 1985-03 | Isolierte Starkstromleitungen - Sonder-Gummiaderleitungen |
| DIN VDE 0250-605    | VDE 0250-605                     | 2006-06 | Isolierte Starkstromleitungen - Teil 605: Geschirmte Leitung mit Gummi-Isolierung und PVC-Mantel Nennspannung U0/U 3,6/6 kV und 6/10 kV |
| DIN VDE 0250-802    | VDE 0250-802                     | 1985-02 | Isolierte Starkstromleitungen - Theaterleitung |
| DIN VDE 0250-806    | VDE 0250-806                     | 1992-09 | Isolierte Starkstromleitungen - Gummischlauchleitung NMHVÖU |
| DIN VDE 0250-809    | VDE 0250-809                     | 1985-05 | Isolierte Starkstromleitungen - Gummi-Flachleitung |
| DIN VDE 0250-811    | VDE 0250-811                     | 1985-02 | Isolierte Starkstromleitungen - Gummischlauchleitung NSHCÖU |
| DIN VDE 0250-812    | VDE 0250-812                     | 1985-05 | Isolierte Starkstromleitungen - Gummischlauchleitung NSSHÖU |
| DIN VDE 0250-813    | VDE 0250-813                     | 1985-05 | Isolierte Starkstromleitungen - Leitungstrosse |
| DIN VDE 0250-814    | VDE 0250-814                     | 1985-02 | Isolierte Starkstromleitungen - Gummischlauchleitung NSHTÖU |
| DIN VDE 0253        | VDE 0253                         | 1987-12 | Isolierte Heizleitungen |
| DIN EN 50264-1      | VDE 0260-264-1                   | 2009-03 | Bahnanwendungen – Starkstrom- und Steuerleitungen für Schienenfahrzeuge mit verbessertem Verhalten im Brandfall - Teil 1: Allgemeine Anforderungen; - Deutsche Fassung EN 50264-1:2008 |
| DIN EN 50264-2-1    | VDE 0260-264-2-1                 | 2009-03 | Bahnanwendungen – Starkstrom- und Steuerleitungen für Schienenfahrzeuge mit verbessertem Verhalten im Brandfall - Teil 2-1: Leitungen mit vernetzter elastomerer Isolierung – Einadrige Leitungen; - Deutsche Fassung EN 50264-2-1:2008                                                      |
| DIN EN 50264-2-2    | VDE 0260-264-2-2                 | 2009-03 | Bahnanwendungen – Starkstrom- und Steuerleitungen für Schienenfahrzeuge mit verbessertem Verhalten im Brandfall - Teil 2-2: Leitungen mit vernetzter elastomerer Isolierung – Mehr- und vieladrige Leitungen; - Deutsche Fassung EN 50264-2-2:2008                                           |
| DIN EN 50264-3-1    | VDE 0260-264-3-1                 | 2009-03 | Bahnanwendungen – Starkstrom- und Steuerleitungen für Schienenfahrzeuge mit verbessertem Verhalten im Brandfall - Teil 3-1: Leitungen mit vernetzter elastomerer Isolierung mit reduzierten Abmessungen – Einadrige Leitungen; - Deutsche Fassung EN 50264-3-1:2008                          |
| DIN EN 50264-3-2    | VDE 0260-264-3-2                 | 2009-03 | Bahnanwendungen – Starkstrom- und Steuerleitungen für Schienenfahrzeuge mit verbessertem Verhalten im Brandfall - Teil 3-2: Leitungen mit vernetzter elastomerer Isolierung mit reduzierten Abmessungen – Mehr- und vieladrige Leitungen; - Deutsche Fassung EN 50264-3-2:2008               |
| DIN EN 50305        | VDE 0260-305                     | 2003-03 | Bahnanwendungen - Kabel und Leitungen für Schienenfahrzeuge mit verbessertem Verhalten im Brandfall - Prüfverfahren - Deutsche Fassung EN 50305:2002 |
| DIN EN 50305        | VDE 0260-305 Berichtigung 1      | 2008-02 | Berichtigungen zu DIN EN 50305 (VDE 0260-305):2003-03 |
| DIN EN 50306-1      | VDE 0260-306-1                   | 2003-05 | Bahnanwendungen - Kabel und Leitungen für Schienenfahrzeuge mit verbessertem Verhalten im Brandfall - Reduzierte Isolierwanddicken - Allgemeine Anforderungen - Deutsche Fassung EN 50306-1:2002                                                                                             |
| DIN EN 50306-2      | VDE 0260-306-2                   | 2003-05 | Bahnanwendungen - Kabel und Leitungen für Schienenfahrzeuge mit verbessertem Verhalten im Brandfall - Reduzierte Isolierwanddicken - Einadrige Kabel und Leitungen - Deutsche Fassung EN 50306-2:2002                                                                                        |
| DIN EN 50306-3      | VDE 0260-306-3                   | 2003-05 | Bahnanwendungen - Kabel und Leitungen für Schienenfahrzeuge mit verbessertem Verhalten im Brandfall - Reduzierte Isolierwanddicken - Ein- und mehradrige Kabel und Leitungen (Paare, Dreier, Vierer) geschirmt mit reduzierten Mantelwanddicken - Deutsche Fassung EN 50306-3:2002           |
| DIN EN 50306-4      | VDE 0260-306-4                   | 2003-05 | Bahnanwendungen - Kabel und Leitungen für Schienenfahrzeuge mit verbessertem Verhalten im Brandfall - Reduzierte Isolierwanddicken - Mehradrige und mehrpaarige Leitungen mit Standardmantelwanddicken - Deutsche Fassung EN 503064:2002                                                     |
| DIN EN 50355        | VDE 0260-355                     | 2015-02 | Bahnanwendungen - Kabel und Leitungen für Schienenfahrzeuge mit verbessertem Verhalten im Brandfall – Leitfaden für die Verwendung; - Deutsche Fassung EN 50355:2013 |
| DIN EN 50382-1      | VDE 0260-382-1                   | 2009-02 | Bahnanwendungen – Hochtemperaturkabel und -leitungen für Schienenfahrzeuge mit verbessertem Verhalten im Brandfall - Teil 1: Allgemeine Anforderungen; - Deutsche Fassung EN 50382-1:2008 |
| DIN EN 50382-1/A1   | VDE 0260-382-1/A1                | 2014-11 | Bahnanwendungen – Hochtemperaturkabel und -leitungen für Schienenfahrzeuge mit verbessertem Verhalten im Brandfall - Teil 1: Allgemeine Anforderungen; - Deutsche Fassung EN 50382-1:2008/A1:2013                                                                                            |
| DIN EN 50382-2      | VDE 0260-382-2                   | 2009-02 | Bahnanwendungen – Hochtemperaturkabel und -leitungen für Schienenfahrzeuge mit verbessertem Verhalten im Brandfall - Teil 2: Einadrige silikonisolierte Leitungen für 120 °C oder 150 °C; - Deutsche Fassung EN 50382-2:2008                                                                 |
| DIN EN 50382-2/A1   | VDE 0260-382-2/A1                | 2014-11 | Bahnanwendungen – Hochtemperaturkabel und -leitungen für Schienenfahrzeuge mit verbessertem Verhalten im Brandfall - Teil 2: Einadrige silikonisolierte Leitungen für 120 °C oder 150 °C; - Deutsche Fassung EN 50382-2:2008/A1:2013                                                         |
| DIN VDE 0262        | VDE 0262                         | 1995-12 | Installationskabel mit Isolierung aus vernetztem Polyethylen und Mantel aus thermoplastischem PVC mit Nennspannung 0,6/1 kV |
| DIN VDE 0262        | VDE 0262 Berichtigung 1          | 2004-01 | Berichtigungen zu DIN VDE 0262 (VDE 0262):1995-12 |
| DIN VDE 0265        | VDE 0265                         | 1995-12 | Kabel mit Kunststoffisolierung und Bleimantel für Starkstromanlagen |
| DIN VDE 0266        | VDE 0266                         | 2000-03 | Starkstromkabel mit verbessertem Verhalten im Brandfall - Nennspannungen 0,6/1 kV |
| DIN VDE 0266        | VDE 0266 Berichtigung 1          | 2006-03 | Berichtigungen zu DIN VDE 0266 (VDE 0266):2000-03 |
| DIN VDE 0271        | VDE 0271                         | 2007-01 | Starkstromkabel - Festlegungen für Starkstromkabel ab 0,6/1 kV für besondere Anwendungen |
| DIN VDE 0271        | VDE 0271 Berichtigung 1          | 2008-02 | Berichtigungen zu DIN VDE 0271 (VDE 0271):2007-01 |
| DIN IEC 60183       | VDE 0276-183                     | 2016-03 | Leitlinie zur Auswahl von AC-Hochspannungskabelsystemen - (IEC 60183:2015) |
| DIN EN 50397-1      | VDE 0276-397-1                   | 2007-07 | Kunststoffumhüllte Leiter und zugehörige Armaturen für Freileitungen mit Nennspannungen über 1 kV und nicht mehr als 36 kV Wechselspannung - Teil 1: Kunststoffumhüllte Freileitungsseile; - Deutsche Fassung EN 50397-1:2006                                                                |
| DIN EN 50397-2      | VDE 0276-397-2                   | 2010-05 | Kunststoffumhüllte Leiter und zugehörige Armaturen für Freileitungen mit Nennspannungen über 1 kV und nicht mehr als 36 kV Wechselspannung - Teil 2: Armaturen für kunststoffumhüllte Freileitungsseile – Prüfungen und Anforderungen; - Deutsche Fassung EN 50397-2:2009                    |
| DIN EN 50397-3      | VDE 0276-397-3                   | 2011-01 | Kunststoffumhüllte Leiter und zugehörige Armaturen für Freileitungen mit Nennspannungen über 1 kV und nicht mehr als 36 kV Wechselspannung - Teil 3: Leitfaden für die Verwendung; - Deutsche Fassung EN 50397-3:2010                                                                        |
| DIN VDE 0276-603    | VDE 0276-603                     | 2010-03 | Starkstromkabel - Teil 603: Energieverteilungskabel mit Nennspannung 0,6/1 kV; - Deutsche Fassung HD 603 S1:1994/A3:2007, Teile 0, 1, 3 G und 5 G |
| DIN VDE 0276-604    | VDE 0276-604                     | 2008-02 | Starkstromkabel - Teil 604: Starkstromkabel mit Nennspannungen 0,6/1 kV mit verbessertem Verhalten im Brandfall für Kraftwerke; - Deutsche Fassung HD 604 S1:1994 + A1:1997 + A2:2002 + A3:2005, Teile 0, 1 und 5 G                                                                          |
| DIN VDE 0276-605    | VDE 0276-605                     | 2009-07 | Starkstromkabel - Ergänzende Prüfverfahren; - Deutsche Fassung HD 605 S2:2008 |
| DIN VDE 0276-620    | VDE 0276-620                     | 2010-11 | Starkstromkabel - Energieverteilungskabel mit extrudierter Isolierung für Nennspannungen von 3,6/6 (7,2) kV bis einschließlich 20,8/36 (42) kV; - Deutsche Fassung HD 620 S2:2010, Teile 0, 1 und 10-C                                                                                       |
| DIN VDE 0276-621    | VDE 0276-621                     | 1997-05 | Starkstromkabel - Energieverteilungskabel mit getränkter Papierisolierung für Mittelspannung; - Deutsche Fassung HD 621 S1:1996; Teile 1, 2, 3C, 4C |
| DIN VDE 0276-622    | VDE 0276-622                     | 2006-05 | Starkstromkabel - Teil 622: Starkstromkabel mit Nennspannungen von 3,6/6 (7,2) kV bis 20,8/36 (42) kV mit verbessertem Verhalten im Brandfall für Kraftwerke; - Deutsche Fassung HD 622 S1:1996 + A1:2000 + A2:2005, Teil 1 und Teil 4D                                                      |
| DIN VDE 0276-626    | VDE 0276-626                     | 1997-01 | Starkstromkabel - Isolierte Freileitungsseile für oberirdische Verteilungsnetze mit Nennspannungen 0,6/1 (1,2) kV; - Deutsche Fassung HD 626 S1 Teile 1, 2 und 4F-1:1996 |
| DIN VDE 0276-626/A1 | VDE 0276-626/A1                  | 1998-07 | Starkstromkabel - Isolierte Freileitungsseile für oberirdische Verteilungsnetze mit Nennspannungen 0,6/1 (1,2) kV; - Deutsche Fassung HD 626 S1/A1:1997 |
| DIN VDE 0276-627    | VDE 0276-627                     | 2006-09 | Starkstromkabel - Teil 627: Vieladrige und vielpaarige Kabel für die Verlegung in Luft und in Erde; - Deutsche Fassung HD 627 S1:1996 + A1:2000 + A2:2005, Teile 0, 1, 4H und 7H |
| DIN VDE 0276-632    | VDE 0276-632                     | 1999-05 | Starkstromkabel mit extrudierter Isolierung und ihre Garnituren - Nennspannungen über 36 kV bis 150 kV; - Deutsche Fassung HD 632 S1 Teile 1, 3D, 4D, 5D:1998 |
| DIN VDE 0276-633    | VDE 0276-633                     | 1999-05 | Prüfungen an Ölkabeln mit einer Isolierung aus Papier oder polypropylenbeschichtetem Papier und Metallmantel und Garnituren - Wechselspannungen bis einschließlich 400 kV; - Deutsche Fassung HD 633 S1 Teile 1, 3D:1997                                                                     |
| DIN VDE 0276-634    | VDE 0276-634                     | 1999-05 | Prüfungen an Gasinnendruckkabeln und Garnituren - Wechselspannungen bis einschließlich 275 kV; - Deutsche Fassung HD 634 S1 Teile 1, 3C:1997 |
| DIN VDE 0276-635    | VDE 0276-635                     | 1999-05 | Prüfungen an Gasaußendruckkabeln und Garnituren - Wechselspannungen bis einschließlich 275 kV; - Deutsche Fassung HD 635 S1 Teile 1, 3C:1997 |
| DIN VDE 0276-1000   | VDE 0276-1000                    | 1995-06 | Starkstromkabel - Strombelastbarkeit, Allgemeines; Umrechnungsfaktoren |
| DIN IEC 62067       | VDE 0276-2067                    | 2013-08 | Starkstromkabel mit extrudierter Isolierung und ihre Garnituren für Nennspannungen über 150 kV (Um = 170 kV) bis einschließlich 500 kV (Um = 550 kV) - Prüfverfahren und Anforderungen - (IEC 62067:2011)                                                                                    |
| DIN EN 50393        | VDE 0278-393                     | 2015-10 | Prüfverfahren und Prüfanforderungen für die Garnituren von Verteilerkabeln mit einer Nennspannung von 0,6/1,0 (1,2) kV; - Deutsche Fassung EN 50393:2015 |
| DIN EN 61442        | VDE 0278-442                     | 2006-01 | Prüfverfahren für Starkstromkabelgarnituren mit einer Nennspannung von 6 kV (Um = 7,2 kV) bis 36 kV (Um = 42 kV) - (IEC 61442:2005, modifiziert); Deutsche Fassung EN 61442:2005 |
| DIN EN 50483-1      | VDE 0278-483-1                   | 2009-11 | Prüfanforderungen für Bauteile für isolierte Niederspannungsfreileitungen - Teil 1: Allgemeines; - Deutsche Fassung EN 504831:2009 |
| DIN EN 50483-2      | VDE 0278-483-2                   | 2009-11 | Prüfanforderungen für Bauteile für isolierte Niederspannungsfreileitungen - Teil 2: Abspann- und Tragklemmen für selbsttragende isolierte Freileitungsseile; - Deutsche Fassung EN 50483-2:2009                                                                                              |
| DIN EN 50483-3      | VDE 0278-483-3                   | 2009-11 | Prüfanforderungen für Bauteile für isolierte Niederspannungsfreileitungen - Teil 3: Abspann- und Tragklemmen für Systeme mit Nullleiter-Tragseil; - Deutsche Fassung EN 50483-3:2009 |
| DIN EN 50483-4      | VDE 0278-483-4                   | 2009-11 | Prüfanforderungen für Bauteile für isolierte Niederspannungsfreileitungen - Teil 4: Verbinder; - Deutsche Fassung EN 504834:2009 |
| DIN EN 50483-5      | VDE 0278-483-5                   | 2009-11 | Prüfanforderungen für Bauteile für isolierte Niederspannungsfreileitungen - Teil 5: Elektrische Alterungsprüfungen; - Deutsche Fassung EN 50483-5:2009 |
| DIN EN 50483-6      | VDE 0278-483-6                   | 2009-11 | Prüfanforderungen für Bauteile für isolierte Niederspannungsfreileitungen - Teil 6: Umweltprüfungen; - Deutsche Fassung EN 50483-6:2009 |
| DIN VDE 0278-629-1  | VDE 0278-629-1                   | 2009-07 | Prüfanforderungen für Kabelgarnituren für Starkstromkabel mit einer Nennspannung von 3,6/6(7,2) kV bis 20,8/36(42) kV - Teil 1: Kabel mit extrudierter Kunststoffisolierung; - Deutsche Fassung HD 629.1 S2:2006 + A1:2008                                                                   |
| DIN VDE 0278-629-2  | VDE 0278-629-2                   | 2009-07 | Prüfanforderungen für Kabelgarnituren für Starkstromkabel mit einer Nennspannung von 3,6/6(7,2) kV bis 20,8/36(42) kV - Teil 2: Kabel mit massegetränkter Papierisolierung; - Deutsche Fassung HD 629.2 S2:2006 + A1:2008                                                                    |
| DIN VDE 0278-631-1  | VDE 0278-631-1                   | 2008-12 | Kabel und isolierte Leitungen – Garnituren – Materialcharakterisierung - Teil 1: Fingerprint- und Typprüfungen für Reaktionsharzmassen; - Deutsche Fassung HD 631.1 S2:2007 |
| DIN VDE 0278-631-2  | VDE 0278-631-2                   | 2008-12 | Kabel und isolierte Leitungen – Garnituren – Materialcharakterisierung - Teil 2: Fingerprint- und Typprüfungen für wärmeschrumpfende Komponenten für Niederspannungsanwendungen; - Deutsche Fassung HD 631.2 S1:2007                                                                         |
| DIN VDE 0278-631-3  | VDE 0278-631-3                   | 2009-05 | Kabel und isolierte Leitungen – Garnituren – Materialcharakterisierung - Teil 3: Fingerprintprüfungen für wärmeschrumpfende Komponenten für Mittelspannungsanwendungen von 3,6/6 (7,2) kV bis 20,8/36 (42) kV; - Deutsche Fassung HD 631.3 S1:2008                                           |
| DIN VDE 0278-631-4  | VDE 0278-631-4                   | 2009-05 | Kabel und isolierte Leitungen – Garnituren – Materialcharakterisierung - Teil 4: Fingerprintprüfungen für kaltschrumpfende Komponenten für Nieder- und Mittelspannungsanwendungen bis 20,8/36 (42) kV; - Deutsche Fassung HD 631.4 S1:2008                                                   |
| DIN 57279           | VDE 0279                         | 1982-10 | Leitungs-Garnituren des Bergbaus unter Tage - Muffen 0,6/1 kV |
| DIN VDE 0281-8      | VDE 0281-8                       | 2000-09 | Polyvinylchlorid-isolierte Leitungen mit Nennspannungen bis 450/750 V - Einadrige Leitungen ohne Mantel für Lichterketten; Deutsche Fassung HD 21.8 S2:1999 |
| DIN VDE 0281-9      | VDE 0281-9                       | 2001-01 | Polyvinylchlorid-isolierte Leitungen mit Nennspannungen bis 450/750 V - Einadrige Leitungen ohne Mantel zur Verlegung bei tiefen Temperaturen; - Deutsche Fassung HD 21.9 S2:1995 + A1:1999                                                                                                  |
| DIN EN 50143        | VDE 0283-1                       | 2010-02 | Leitungen für Leuchtröhrengeräte und Leuchtröhren-Anlagen mit einer Leerlaufspannung von über 1 000 V, aber nicht über 10 000 V; - Deutsche Fassung EN 50143:2009 |
| DIN EN 50214        | VDE 0283-2                       | 2007-10 | Flache PVC-ummantelte Steuerleitungen; - Deutsche Fassung EN 50214:2006 |
| DIN EN 61138        | VDE 0283-3                       | 2008-10 | Leitungen für ortsveränderliche Erdungs- und Kurzschließ-Einrichtungen - (IEC 61138:2007, modifiziert); Deutsche Fassung EN 61138:2007 |
|                     | VDE-AR-E 2283-5 Anwendungsregel  | 2012-07 | Anforderungen an Ladeleitungen für Elektrofahrzeuge und Plug-In-Hybrid-Fahrzeuge |
| DIN EN 50618        | VDE 0283-618                     | 2015-11 | Kabel und Leitungen – Leitungen für Photovoltaik Systeme; - Deutsche Fassung EN 50618:2014 |
| DIN EN 60702-1      | VDE 0284-1                       | 2015-08 | Mineralisolierte Leitungen mit einer Nennspannung bis 750 V - Teil 1: Leitungen - (IEC 60702-1:2002 + A1:2015); Deutsche Fassung EN 60702-1:2002 + A1:2015 |
| DIN EN 60702-2      | VDE 0284-2                       | 2015-08 | Mineralisolierte Leitungen mit einer Nennspannung bis 750 V - Teil 2: Endverschlüsse - (IEC 60702-2:2002 + A1:2015); Deutsche Fassung EN 60702-2:2002 + A1:2015 |
| DIN VDE 0284-3      | VDE 0284-3                       | 2002-05 | Mineralisolierte Leitungen mit einer Nennspannung bis 750 V - Teil 3: Anwendungsleitfaden; - Deutsche Fassung HD 586.3 S1: 2001 |
| DIN EN 50525-1      | VDE 0285-525-1                   | 2012-01 | Kabel und Leitungen – Starkstromleitungen mit Nennspannungen bis 450/750 V (U0/U) - Teil 1: Allgemeine Anforderungen; - Deutsche Fassung EN 50525-1:2011 |
| DIN EN 50525-2-11   | VDE 0285-525-2-11                | 2012-01 | Kabel und Leitungen – Starkstromleitungen mit Nennspannungen bis 450/750 V (U0/U) - Teil 2-11: Starkstromleitungen für allgemeine Anwendungen – Flexible Leitungen mit thermoplastischer PVC-Isolierung; - Deutsche Fassung EN 50525-2-11:2011                                               |
| DIN EN 50525-2-12   | VDE 0285-525-2-12                | 2012-01 | Kabel und Leitungen – Starkstromleitungen mit Nennspannungen bis 450/750 V (U0/U) - Teil 2-12: Starkstromleitungen für allgemeine Anwendungen – Wendelleitungen mit thermoplastischer PVC-Isolierung; - Deutsche Fassung EN 50525-2-12:2011                                                  |
| DIN EN 50525-2-21   | VDE 0285-525-2-21                | 2012-01 | Kabel und Leitungen – Starkstromleitungen mit Nennspannungen bis 450/750 V (U0/U) - Teil 2-21: Starkstromleitungen für allgemeine Anwendungen – Flexible Leitungen mit vernetzter Elastomer-Isolierung; - Deutsche Fassung EN 50525-2-21:2011                                                |
| DIN EN 50525-2-22   | VDE 0285-525-2-22                | 2012-01 | Kabel und Leitungen – Starkstromleitungen mit Nennspannungen bis 450/750 V (U0/U) - Teil 2-22: Starkstromleitungen für allgemeine Anwendungen – Hochflexible umflochtene Leitungen mit vernetzter Elastomer-Isolierung; - Deutsche Fassung EN 50525-2-22:2011                                |
| DIN EN 50525-2-31   | VDE 0285-525-2-31                | 2012-01 | Kabel und Leitungen – Starkstromleitungen mit Nennspannungen bis 450/750 V (U0/U) - Teil 2-31: Starkstromleitungen für allgemeine Anwendungen – Ader- und Verdrahtungsleitungen mit thermoplastischer PVC-Isolierung; - Deutsche Fassung EN 50525-2-31:2011                                  |
| DIN EN 50525-2-41   | VDE 0285-525-2-41                | 2012-01 | Kabel und Leitungen – Starkstromleitungen mit Nennspannungen bis 450/750 V (U0/U) - Teil 2-41: Starkstromleitungen für allgemeine Anwendungen – Einadrige Leitungen mit vernetzter Silikon-Isolierung; - Deutsche Fassung EN 50525-2-41:2011                                                 |
| DIN EN 50525-2-42   | VDE 0285-525-2-42                | 2012-01 | Kabel und Leitungen – Starkstromleitungen mit Nennspannungen bis 450/750 V (U0/U) - Teil 2-42: Starkstromleitungen für allgemeine Anwendungen – Ader- und Verdrahtungsleitungen mit vernetzter EVA-Isolierung; - Deutsche Fassung EN 50525-242:2011                                          |
| DIN EN 50525-2-51   | VDE 0285-525-2-51                | 2012-01 | Kabel und Leitungen – Starkstromleitungen mit Nennspannungen bis 450/750 V (U0/U) - Teil 2-51: Starkstromleitungen für allgemeine Anwendungen – Ölbeständige Steuerleitungen mit thermoplastischer PVC-Isolierung; - Deutsche Fassung EN 505252-51:2011                                      |
| DIN EN 50525-2-71   | VDE 0285-525-2-71                | 2012-01 | Kabel und Leitungen – Starkstromleitungen mit Nennspannungen bis 450/750 V (U0/U) - Teil 2-71: Starkstromleitungen für allgemeine Anwendungen – Lahnlitzen-Leitungen mit thermoplastischer PVC-Isolierung; - Deutsche Fassung EN 50525-2-71:2011                                             |
| DIN EN 50525-2-72   | VDE 0285-525-2-72                | 2012-01 | Kabel und Leitungen – Starkstromleitungen mit Nennspannungen bis 450/750 V (U0/U) - Teil 2-72: Starkstromleitungen für allgemeine Anwendungen – Trennbare Zwillingsleitung mit thermoplastischer PVC-Isolierung; - Deutsche Fassung EN 50525-272:2011                                        |
| DIN EN 50525-2-81   | VDE 0285-525-2-81                | 2012-01 | Kabel und Leitungen – Starkstromleitungen mit Nennspannungen bis 450/750 V (U0/U) - Teil 2-81: Starkstromleitungen für allgemeine Anwendungen – Lichtbogenschweißleitungen mit vernetzter Elastomer-Hülle; - Deutsche Fassung EN 50525-281:2011                                              |
| DIN EN 50525-2-82   | VDE 0285-525-2-82                | 2012-01 | Kabel und Leitungen – Starkstromleitungen mit Nennspannungen bis 450/750 V (U0/U) - Teil 2-82: Starkstromleitungen für allgemeine Anwendungen – Leitungen für Lichterketten mit vernetzter Elastomer-Isolierung; - Deutsche Fassung EN 50525-282:2011                                        |
| DIN EN 50525-2-83   | VDE 0285-525-2-83                | 2012-01 | Kabel und Leitungen – Starkstromleitungen mit Nennspannungen bis 450/750 V (U0/U) - Teil 2-83: Starkstromleitungen für allgemeine Anwendungen – Mehradrige Leitungen mit vernetzter Silikon-Isolierung; - Deutsche Fassung EN 50525-2-83:2011                                                |
| DIN EN 50525-3-11   | VDE 0285-525-3-11                | 2012-01 | Kabel und Leitungen – Starkstromleitungen mit Nennspannungen bis 450/750 V (U0/U) - Teil 3-11: Starkstromleitungen mit verbessertem Verhalten im Brandfall – Flexible halogenfreie, raucharme Leitungen mit thermoplastischer Isolierung; - Deutsche Fassung EN 50525-3-11:2011              |
| DIN EN 50525-3-21   | VDE 0285-525-3-21                | 2012-01 | Kabel und Leitungen – Starkstromleitungen mit Nennspannungen bis 450/750 V (U0/U) - Teil 3-21: Starkstromleitungen mit verbessertem Verhalten im Brandfall – Flexible halogenfreie, raucharme Leitungen mit vernetzter Isolierung; - Deutsche Fassung EN 50525-3-21:2011                     |
| DIN EN 50525-3-31   | VDE 0285-525-3-31                | 2012-01 | Kabel und Leitungen – Starkstromleitungen mit Nennspannungen bis 450/750 V (U0/U) - Teil 3-31: Starkstromleitungen mit verbessertem Verhalten im Brandfall – Halogenfreie, raucharme Ader- und Verdrahtungsleitungen mit thermoplastischer Isolierung; - Deutsche Fassung EN 50525-3-31:2011 |
| DIN EN 50525-3-41   | VDE 0285-525-3-41                | 2012-01 | Kabel und Leitungen – Starkstromleitungen mit Nennspannungen bis 450/750 V (U0/U) - Teil 3-41: Starkstromleitungen mit verbessertem Verhalten im Brandfall – Halogenfreie, raucharme Ader- und Verdrahtungsleitungen mit vernetzter Isolierung; - Deutsche Fassung EN 50525-3-41:2011        |
| DIN VDE 0289-1      | VDE 0289-1                       | 1988-03 | Begriffe für Starkstromkabel und isolierte Starkstromleitungen - Allgemeine Begriffe |
| DIN VDE 0289-2      | VDE 0289-2                       | 1988-03 | Begriffe für Starkstromkabel und isolierte Starkstromleitungen - Aufbauelemente |
| DIN VDE 0289-3      | VDE 0289-3                       | 1988-03 | Begriffe für Starkstromkabel und isolierte Starkstromleitungen - Fertigungsvorgänge |
| DIN VDE 0289-4      | VDE 0289-4                       | 1988-03 | Begriffe für Starkstromkabel und isolierte Starkstromleitungen - Prüfen und Messen |
| DIN VDE 0289-5      | VDE 0289-5                       | 1988-03 | Begriffe für Starkstromkabel und isolierte Starkstromleitungen - Längen |
| DIN VDE 0289-6      | VDE 0289-6                       | 1993-03 | Begriffe für Starkstromkabel und isolierte Starkstromleitungen - Zubehör, Garnituren |
| DIN VDE 0289-7      | VDE 0289-7                       | 1988-03 | Begriffe für Starkstromkabel und isolierte Starkstromleitungen - Verlegung und Montage |
| DIN VDE 0289-8      | VDE 0289-8                       | 1988-03 | Begriffe für Starkstromkabel und isolierte Starkstromleitungen - Strombelastbarkeit |
| DIN VDE 0291-1a     | VDE 0291-1a                      | 1973-07 | Bestimmungen für Füllmassen für Kabelzubehörteile sowie Abbrühmassen - Änderung a |
| DIN VDE 0291-1      | VDE 0291-1                       | 1972-02 | Bestimmungen für Füllmassen für Kabelzubehörteile sowie Abbrühmassen - Heiß zu vergießende Füllmassen, Kaltpreßmassen, Kaltvergußmassen sowie Abbrühmassen |
| DIN VDE 0292        | VDE 0292                         | 2007-05 | System für Typkurzzeichen von isolierten Leitungen; - Deutsche Fassung HD 361 S3:1999 + A1:2006 |
| DIN VDE 0293-1      | VDE 0293-1                       | 2006-10 | Kennzeichnung der Adern von Starkstromkabeln und isoliertenStarkstromleitungen mit Nennspannungen bis 1 000 V - Teil 1: Ergänzende nationale Festlegungen |
| DIN VDE 0293-308    | VDE 0293-308                     | 2003-01 | Kennzeichnung der Adern von Kabeln/Leitungen und flexiblen Leitungen durch Farben; -Deutsche Fassung HD 308 S2:2001 |
| DIN EN 50334        | VDE 0293-334                     | 2001-10 | Kennzeichnung der Adern von Kabeln und Leitungen durch Bedrucken; - Deutsche Fassung EN 50334:2001 |
| DIN EN 60228        | VDE 0295                         | 2005-09 | Leiter für Kabel und isolierte Leitungen - (IEC 60228:2004); Deutsche Fassung EN 60228:2005 + Corrigendum:2005 |
| DIN VDE 0298-3      | VDE 0298-3                       | 2006-06 | Verwendung von Kabeln und isolierten Leitungen für Starkstromanlagen - Teil 3: Leitfaden für die Verwendung nicht harmonisierter Starkstromleitungen |
| DIN VDE 0298-4      | VDE 0298-4                       | 2013-06 | Verwendung von Kabeln und isolierten Leitungen für Starkstromanlagen - Teil 4: Empfohlene Werte für die Strombelastbarkeit von Kabeln und Leitungen für feste Verlegung in und an Gebäuden und von flexiblen Leitungen                                                                       |
| DIN EN 50565-1      | VDE 0298-565-1                   | 2015-02 | Kabel und Leitungen – Leitfaden für die Verwendung von Kabeln und isolierten Leitungen mit einer Nennspannung nicht über 450/750 V (U0/U) - Teil 1: Allgemeiner Leitfaden; - Deutsche Fassung EN 50565-1:2014                                                                                |
| DIN EN 50565-2      | VDE 0298-565-2                   | 2015-02 | Kabel und Leitungen – Leitfaden für die Verwendung von Kabeln und isolierten Leitungen mit einer Nennspannung nicht über 450/750 V (U0/U) - Teil 2: Aufbaudaten und Einsatzbedingungen der Kabel- und Leitungsbauarten nach EN 50525; - Deutsche Fassung EN 50565-2:2014                     |
| DIN EN 60719        | VDE 0299-2                       | 1994-02 | Berechnung der unteren und oberen Grenzen der mittleren Außenmaße von Leitungen mit runden Kupferleitern und Nennspannungen bis 450/750 V - (IEC 60719:1992); Deutsche Fassung EN 60719:1993                                                                                                 |